# Lagerstroemia piriformis
Lagerstroemia piriformis är en fackelblomsväxtart som beskrevs av Emil Bernhard Koehne. Lagerstroemia piriformis ingår i släktet Lagerstroemia och familjen fackelblomsväxter. Utöver nominatformen finns också underarten L. p. batitinan.